# شبكات تواصل الهاتف المحمول
شبكات تواصل الهاتف المحمول (MSN) هي شبكات اجتماعية يلتقي فيها الأشخاص الذين لديهم اهتمامات متشابهة، ويتواصلون مع بعضهم البعض من خلال هواتفهم المحمولة أو أجهزتهم اللوحية. على سبيل المثال، عبر الشبكات الاجتماعية القائمة على الويب، وتتفاعل هذا الشبكات الاجتماعية في أجهزة الجوال عبر المنصات أو المجتمعات الافتراضية.
قامت العديد من مواقع الشبكات الاجتماعية القائمة على الويب مثل Facebook وTwitter بإنشاء تطبيقات للهواتف المحمولة وذلك من أجل منح مستخدميها إمكانية الوصول الفوري وفي الوقت الفعلي من أي مكان يمكنهم الوصول فيه إلى الإنترنت. بالإضافة إلى ذلك، تم إنشاء شبكات اجتماعية متنقلة محلية مثل Instagram و Strava للسماح للمجتمعات بالتفاعل مع وظائف الأجهزة المحمولة.
ولتفصيل أكثر، أصبح الخط الفاصل ما بين الهاتف المحمول والويب غير واضح، حيث تستخدم تطبيقات الهاتف المحمول الشبكات الاجتماعية الحالية لإنشاء مجتمعات فريدة ولتعزيز الاكتشافات، وتستفيد الشبكات الاجتماعية القائمة على الويب من ميزات الهاتف المحمول وإمكانية الوصول إليه.
نظرًا للتطور الحاصل في شبكات الجوال وذلك من العديد من التقنيات والشبكات الخاصة بالهواتف المحمولة وإلى الوصول الكامل للهواتف المحمولة إلى الإنترنت، فقد تغيرت الفروقات إلى الأنواع التالية:
1. الشبكات الاجتماعية القائمة على الويب في توسع مزدهر نحو الوصول للأجهزة المحمولة من خلال متصفحات الهواتف المحمولة وتطبيقات الهواتف الذكية.
2. شبكات التواصل الاجتماعي مرتكزة على استخدام الأجهزة المحمولة مثل الاتصالات المتنقلة والواقع المعزز والخدمات القائمة على المواقع.

بما أن أنظمة الشبكات الاجتماعية المتنقلة وشبكات الإنترنت في كثير من الأحيان في تكافئ مشترك لنشر المحتوى وزيادة إمكانية الوصول وربط المستخدمين، ينفق المستهلكون اهتمامهم بشكل متزايد على التطبيقات المحلية مقارنة بمتصفحات الويب.

## لمحات في التاريخ
بدأ تطور الشبكات الاجتماعية على شبكات الهواتف المحمولة في عام 1999 بالتزامن مع خدمات الدردشة والرسائل النصية الأساسية. ومع دخول التقنيات المختلفة في شبكات المحمول، وصلت الشبكات الاجتماعية إلى مستوى متقدم على مدى أربعة أجيال.

### 1999-2004
إعتمدت التقنيات المستخدمة في هذا الجيل على التطبيقات المثبتة مسبقًا على الأجهزة المحمولة،  وتشمل هذه التطبيقات ميزات الدردشة النصية فقط عبر غرف الدردشة. الأشخاص الذين استخدموا هذه الخدمات كانوا في واقع الأمر مجهولين. يمكن استخدام خدمات شبكات التواصل الاجتماعي المتنقلة لهذا الجيل تحت بنود وسياسات «الدفع عند الاستخدام» أو الاشتراك في الخدمة.

### 2004-2006
أدى دخول الجيل الثالث 3G وهواتف الكاميرا في الأجهزة المحمولة بإضافة العديد من الميزات مثل تحميل الصور، والبحث والاتصال مع أشخاص آخرين مجهولين الهوية. تشمل التوزيعات الإقليمية لهذه الميزات دول كُثر مثل اليابان وكوريا وأستراليا وأوروبا الغربية والولايات المتحدة. التطبيقات آنذاك كانت مفيدة في الغالب لأغراض المواعدة، ويمكن استخدام خدمات شبكات التواصل الاجتماعي المتنقلة لهذا الجيل تحت سياسة الدفع عند الاستخدام أو الاشتراك في الخدمة أيضاً.

### 2006-2008
بدأت تجارب هذا الجيل من شبكات التواصل الاجتماعي المتنقلة في عام 2006. تم اعتماده على نطاق واسع في سنة 2008/2009, حيث جلب هذا الجيل تغييرات هائلة وجعل شبكات التواصل الاجتماعي المتنقلة جزء مهم في حياة الفرد اليومية. تتضمن هذه الميزات إضافة قوية وغنية لتجربة المستخدم، ونشرًا تلقائيًا لملف تعريف الويب وتحديثات الحالة، وبعض ميزات Web 2.0، والبحث حسب المجموعة أو حسب الاهتمامات، وخصائص التنبيهات، والخدمات القائمة على المواقع الجغرافية ومشاركة المحتوى (الموسيقى). تشمل تقنيات WAP 2.0 و Java على الخادم وMMS والتقاط الصوت. تم تخصيص ونشر معظم التطبيقات المقدمة للمستخدمين تحت إطار الاهتمامات العامة مثل الموسيقى وتوزيع المحتوى المخصص للهاتف الجوال. تشمل التوزيعات الإقليمية لهذا الجيل من الشبكات الاجتماعية المتنقلة دول كُثر منها اليابان وكوريا وأوروبا الغربية وأمريكا الشمالية. كانت الإعلانات والمحتوى المدعوم بالإعلانات أكثر أهمية وانتشاراً. يمكن استخدام الخدمات في هذا الجيل بسياسة الدفع الفوري. لا تزال الخطط والباقات القائمة على الاشتراك شائعة حيث زادت الشبكات من نطاقها لتصبح منصات لتوزيع المحتوى.

### من 2008 وحتى الآن
بدأ الجيل الرابع في عام 2008 وواصل إلى عام 2010. جميع الميزات في الجيل الثالث من خصائص الشبكات الاجتماعية أصبحت متقدمة وأكثر تطور في هذا الجيل. تشمل ميزات هذا الجيل ميزات الجيل الثالث، والقدرة على التخفي/ أو إخفاء وجود الشخص افتراضياَ، ومحادثة الفيديو غير المتزامنة، ومحادثة الدردشة الصوتية متعددة الوسائط والوظائف وذلك فقط بضغطة زر واحدة. أيضاً الألعاب وخصائصها مثل تعدد اللاعبين في اللعبة. من التقنيات التي جعلت هذه الميزات ممكنة هي Web 2.0 widgets وFlash Lite وOpenSocial وOpen Handset Alliance .استمرت نماذج الأعمال للأجيال السابقة إلى جانب العملة الافتراضية -«شراء وتداول السلع الافتراضية».
و مع زيادة التقنيات المختلفة في شبكات الهواتف المحمولة، زاد عدد الساعات التي يقضيها كل شخص بالغ على الأجهزة المحمولة يوميًا بشكل كبير منذ عام 2008. منذ عام 2014، تجاوزت الأجهزة المحمولة أجهزة الحواسب المكتبية وأجهزة الحواسب المحمولة أيضاً، حيث أصبحت الهواتف المحمولة أكثر الأجهزة المستخدمة اليوم لإستخدام الإنترنت. ساهمت هذه الزيادة في استخدام متزايد لتطبيقات الهاتف المحمول على مدى بضع السنوات الماضية، وأدى ذلك لظهور شبكات اجتماعية متنقلة كثيرة وكذلك في تنوع استخدام الشبكات الاجتماعية المتنقلة.

## الاستعمال
تتيح مواقع الشبكات الاجتماعية المتنقلة للمستخدمين إنشاء ملف تعريف وإرسال الرسائل وتلقيها عبر الهاتف أو الكمبيوتر وزيارة الإصدارات عبر الإنترنت من موقع الجوال. كانت هناك نماذج مختلفة تم تكييفها بواسطة مواقع شبكات مختلفة. تحتوي معظم هذه المواقع على العديد من الميزات الفريدة أو الوظائف الخاصة، لكن الوظيفة الرئيسية للموقع تظل كما هي مع غيرها من الخدمات. يتم تصنيف جميع هذه المواقع وفقًا لنماذج الأعمال التالية واستخدامها.

### الشبكة الاجتماعية
على غرار وجود العديد من مواقع الشبكات الاجتماعية اليوم عبر الإنترنت، مثل Facebook وTwitter ، هناك العديد من الشبكات الاجتماعية على الأجهزة المحمولة. إنها أيضاً توفر عددًا كبيرًا من الوظائف بما في ذلك منشورات الوسائط المتعددة ومشاركة الصور والرسائل الفورية. علاوة على ذلك، توفر معظم تطبيقات الأجهزة المحمولة هذه إمكانات اتصال دولية ورسائل نصية مجانية. اليوم وفي الوقت الحالي، ليست تطبيقات الشبكات الاجتماعية مخصصة للجانب الاجتماعي فحسب، ولكنها تستخدم بشكل متكرر للجوانب الوظيفية، التعليمية والمهنية، على سبيل المثال، LinkedIn ، التي لا تزال تنمو وتتصاعد شبكتها باستمرار. إلى جانب مشاركة منشورات الوسائط المتعددة والرسائل الفورية، وإضافة إلى ذلك، تُستخدم الشبكات الاجتماعية بشكل شائع لتوصيل المهاجرين في بلد جديد. في حين أن التفكير في الانتقال إلى بلد جديد قد يكون مخيفًا بالنسبة للكثيرين، يمكن استخدام وسائل التواصل الاجتماعي لربط المهاجرين من نفس الأرض ببعضهم البعض لجعل الاستيعاب وعملية التناغم والانسجام أقل توتراً.

### الرسائل
يركز هذا النموذج على القدرة على إرسال رسائل نصية قصيرة إلى فرد أو مجموعة من الأصدقاء المقربين أو حتى مجموعة كبيرة من زملاء الدراسة في وقت واحد. تمكن هذه الفئة الرسائل من الوصول إلى الأشخاص المناسبين في أسرع وقت ممكن. تحظى العديد من تطبيقات المراسلة بشعبية كبيرة، وربما أكثر من الرسائل النصية الكلاسيكية. بعض منصات الشبكات الاجتماعية، مثل Facebook ، على تطبيقات المراسلة الأصلية الخاصة بها، على غرار Facebook Messenger . لدى الدول المختلفة رسول معين هو الغالب، مثل دول شرق آسيا مثل الصين مع WeChat ، وكوريا مع KakaoTalk ، بينما جزء آخر مثل الولايات المتحدة ودول غرب آسيا ودول الخليج العربي مع WhatsApp.

### مشاركة وسائل الإعلام
يمكن أن ينظر إليه على أنه نسخة متقدمة من فئة messenger. بالإضافة إلى الرسائل النصية، يمكن إرسال ملفات الصوت والفيديو بين مجموعة من البرامج والخدمات، مثل Skype أو Oovoo ، والتي تعد أشكالًا لمحادثات الفيديو عبر الإنترنت. في حالة Instagram وVine ، تتم مشاركة الصور ومقاطع الفيديو الخاصة بالحياة الشخصية مع الأصدقاء أو الجمهور. وبالمثل، يستخدم Pinterest لمشاركة الصور، ولكن على مستوى المجتمع بشكل أكثر. ذكر تقرير ماري مايكر KPCB أن الوقت الذي يقضيه الفرد في تطبيقات الفيديو القصيرة ارتفع بنسبة 360 ٪ في عام 2017. أكبر تطبيق لتبادل الوسائط اليوم هو يوتيوب، والذي يتيح للأشخاص نشر مقاطع الفيديو ومشاركتها مع الجمهور. العديد من هذه الخدمات تخزن محتوى الوسائط عبر الإنترنت لسهولة التخزين والوصول.

### الاكتشافات المحلية
بعض الشبكات الاجتماعية المتنقلة، مثل موقع يلب، أو شخصيات قصص الابطال الخارقين و YikYak ، تسمح للمستخدمين البحث عن الأماكن والمنتجعات والمنتزهات المحلية. تنشر العديد من هذه التطبيقات تعليقات ونصائح من مصادر جماعية حول المطاعم والمحلات التجارية وأماكن الاهتمام وغيرها. يخصص Yelp و FourSquare أيضًا قاعدة بيانات كل مستخدم وفقًا لآخر عمليات البحث والاهتمام لجعل البحث أكثر كفاءة ودقة.

### الألعاب الاجتماعية
يدور هذا النموذج حول توصيل الأشخاص واللاعبين من خلال كل من ألعاب اللاعبين المتعددين وألعاب اللاعب الواحد التنافسية. تعمل الأجهزة المحمولة دائمًا على زيادة قدرتها على أداء الرسومات وقوة الحوسبة، مما يجعلها كأجهزة العاب قادرة على المنافسة. الرائد في هذه الفئة هو Zynga ، منشئو Farmville و Words with Friends ، رغم أنه عانى من انخفاض. Hearthstone هي لعبة أخرى للهواتف المحمولة حيث يستخدم اللاعبون بطاقات الوحش والتهجئة لمحاربة بعضهم البعض. تقدم العديد من الألعاب أيضًا فكرة وجود لاعب آخر «حليفًا» أثناء اللعب. على سبيل المثال، في Naruto Blazing ، يمكن للاعبين اختيار شخص واحد من مجموعة من اللاعبين ليكونوا ضمن فريقهم بينما يقاتلون الأعداء طوال اللعبة. يمكن للشبكات الاجتماعية المتنقلة أيضًا توصيل الأشخاص خارج بيئة الجوّال. قامت Pokemon Go بتضمين الواقع المعزز للسماح للاعبين بالقبض على بوكيمون أثناء تواجدهم جسديًا أثناء تواجدهم بالخارج (في العالم الحقيقي). يمكن للاعبين أيضًا محاربة بعضهم البعض في صالات رياضية في مواقع مختلفة في العالم. قام Facebook أيضًا بدمج الألعاب من خلال برنامج الدردشة messenger. على سبيل المثال، يمكن للأصدقاء لعب لعبة الشطرنج عن طريق إرسال "fbchess play" إلى الشخص الآخر أو كرة السلة عن طريق إرسال رمز تعبيري لكرة السلة والنقر على رمز تعبيري.

### التعارف
هذه هي تطبيقات تعتمد على الموقع والتي تتيح للمستخدمين إنشاء ملف تعريف وتتوافق مع من لديهم اهتمامات مماثلة. تستخدم بعض هذه المواقع الرادار لإجراء اختبار ping لأحد المستخدمين إذا كان هناك ملف تعريف واحد مطابق على مسافة معينة. كان Tinder أول تطبيق مواعدة بدأ هذا الاتجاه ولديه أكبر قاعدة مستخدمين. تشمل التطبيقات الأخرى التي يرجع تاريخها Coffee Meets Bagel و OkCupid . يتم تمييز هذه المواقع بإجراءات أمنية جادة، بحيث لا يتم إصدار أية تفاصيل شخصية دون موافقة المستخدم. ومع ذلك، لا يزال هناك العديد من الحوادث الخطيرة التي أثارت تساؤلات حول ما إذا كانت تطبيقات Tinder-like آمنة ويجب إبقاؤها.

### الموسيقى
تقوم تطبيقات الموسيقى بتوصيل الأشخاص من خلال مشاركة قوائم التشغيل والقدرة على رؤية ما يستمع إليه الآخرون. يستخدم Spotify ، وهو موقع موسيقي شهير للغاية، في التواصل الاجتماعي، بمعنى أنه يمكن للأشخاص رؤية ما يستمع إليه أصدقاؤهم في الوقت الحالي. يمكن للمستخدمين أيضًا متابعة فنانين معينين أو حتى أصدقاء يرغبون في ذلك، وهو شكل من أشكال «الإعجاب» بالنشر على Facebook. تشمل تطبيقات موسيقى الوسائط الاجتماعية الأخرى محطات إذاعية مثل Pandora وlast.fm.

### اللياقة البدنيه
في الآونة الأخيرة، تم أيضًا استخدام الشبكات الاجتماعية المتنقلة لتحفيز الأفراد على الالتزام بأهداف اللياقة والصحة. تعمل هذه الشبكات الاجتماعية إما كشكل من أشكال التشجيع من خلال مكافأة الفرد عند تحقيق هدف ما، أو كشكل من أشكال العقوبة من خلال تأديب أولئك الذين فشلوا في تحقيق هدفهم من خلال تكلفة مالية أو ضغط اجتماعي. مثال على هذه الشبكة هو PACT . في PACT ، يصنع الأفراد هدفًا أسبوعيًا لممارسة الرياضة أكثر أو تناول طعام صحي وتحديد مبلغ مالي ستدفعه إذا لم تنجح. باستخدام التطبيق، يمكنك إثبات أنك كنت في صالة الألعاب الرياضية من خلال GPS أو أنك أكلت وجبات صحية عن طريق تحميل الصور من الوجبة. إذا نجحت في تحقيق هدفك، فستكسب نقودًا مدفوعة من قبل أعضاء لم يفوا بأهدافهم.
Strava هو تطبيق شبكة اجتماعية متنقلة آخر يتيح لك تتبع أنشطتك باستخدام GPS وتحليل أدائك من خلال مقاييس مثل السرعة والمسافة. باستخدام الشبكة الاجتماعية، يمكنك مقابلة أفراد آخرين يشاركون أيضًا في نفس الأنشطة التي تقوم بها ومعرفة طرق أو تحديات المسارات الجديدة أو أي محتوى رياضي آخر.

### التجارة المتنقلة
التجارة المتنقلة، أو التجارة الإلكترونية، هي فرع من فروع علوم التجارة الإلكترونية، وهي متوفرة في شكل تطبيقات ومواقع جوال. في بعض التطبيقات مثل letgo ، يكون من السهل على المشتري التحدث إلى البائع حول تفاصيل المنتج أو التفاوض على السعر وهذا يفترض شكلاً من أشكال التواصل الاجتماعي. كما أنه يضيق البحث عن طريق المدن والمواضيع لجعلها أكثر كفاءة. تتوفر أيضًا بعض التطبيقات الرئيسية للتجارة الإلكترونية، مثل Amazon وeBay ، في التطبيقات، بحيث يمكن للأشخاص التسوق في أي وقت وفي أي مكان. ومع ذلك، على وجه الخصوص، تضيف بعض شبكات الوسائط الاجتماعية المتنقلة وظائف التجارة الإلكترونية إلى تطبيقاتها. على سبيل المثال، هناك حالة موقع Facebook Marketplace حيث يمكن للناس بيع وشراء المنتجات من خلال أجهزتهم المحمولة. كما يتم تطوير العديد من تطبيقات التجارة الإلكترونية والتجارة الإلكترونية بشكل متزايد لتتفاعل مع التطبيقات الأخرى مثل الدفع بواسطة الهاتف النقال، والخدمات المصرفية، والتذاكر حتى يتمكن العملاء من الدفع أو قبول المدفوعات بسهولة. هناك حالة Instagram ، والتي أصبحت في عام 2018 مفتوحة للتجار باستخدام منصة Shopify.

### المدفوعات المتنقلة
تسمح الشبكات الاجتماعية للدفع عبر الهاتف المحمول، مثل Venmo و Square Cash ، بتحويل الأموال من شخص لآخر بين العائلة والأصدقاء، مع خلاصة سريعة من تفاصيل الدفع مماثلة لتغذية أخبار Facebook.

### متنوع
لا يزال هناك العديد من وظائف الشبكات الاجتماعية المتنقلة التي لا تندرج تحت أي فئات محددة، ولاتزال هذه الشبكات غير مصنفة بعد ولكن لها مستخدمين رسميين أيضاً. يتيح Ibotta للمستخدمين إرسال إيصالات لجمع الحسومات للعناصر التي قاموا بشرائها. لقد أضافوا أيضًا في عنصر العمل الجماعي حيث يمكنك العمل مع أصدقائك للوصول إلى أهداف مثل استرداد مبلغ معين من الدولارات أو استرداد مبلغ معين من الحسومات مقابل المكافآت النقدية. يتوقع المراقبون أيضًا أن تكون منصة الحوسبة الاجتماعية المتنقلة محورية في ظهور تكنولوجيات جديدة بسبب قدراتها الغنية على الاستشعار. على سبيل المثال، يمكنها زيادة تجارب العالم الواقعي، مما يسمح للأجهزة المحمولة بالتجسير مابين العالم المادي والإنترنت.

## التواصل الاجتماعي عبر Facebook
جعل صعود العصر الرقمي من وسائل التواصل الاجتماعي اتجاهاً مستمراً، وما زال Facebook هو قائد الشبكات الاجتماعية، حيث كان في البداية يعتمد على الويب ثم تم توسيعه ليشمل الوصول عبر متصفحات الجوال وتطبيقات الهواتف الذكية. مقارنةً بـ Twitter و Instagram و Pinterest ، يواصل Facebook السيطرة على عالم وسائل التواصل الاجتماعي. اعتبارًا من الربع الرابع من عام 2015، قام 823 مليون مستخدمًا على Facebook بالوصول إلى الشبكة الاجتماعية حصريًا من خلال جهاز محمول، تجاوز عددهم 526 مليون مستخدم في العام السابق. في عام 2016، بدأ تطبيق Instagram كجوال وتم تطويره لاحقًا إلى منصات على شبكة الإنترنت أيضًا. في عام 2016، كان هناك ما يقرب من 1.6 مليار مستخدم نشط في جميع أنحاء العالم. علاوة على ذلك، في الولايات المتحدة، أظهرت دراسة أجريت على استخدام نسب الشبكات الاجتماعية الأكثر شعبية للهاتف المحمول أن جمهور وسائل التواصل الاجتماعي أمضى ما مجموعه 230 مليار دقيقة على Facebook في عام 2014، أي أعلى بنسبة 80 ٪ من Instagram. حتى كانون الثاني (شهر يناير) عام 2016، وصل 52٪ من المستخدمين في أمريكا الشمالية إلى وسائل التواصل الاجتماعي عبر الهاتف المحمول عندما كان معدل انتشار التواصل الاجتماعي عبر الجوال 27٪. أظهر التقرير في عام 2017 أن حوالي مليار مستخدم سيزورون Facebook عبر الأجهزة المحمولة، وخلال هذا العام، يلعب السوق الأمريكي دورًا مهمًا حيث يستخدم ما يقرب من 80٪ من مستخدمي Facebook الأجهزة المحمولة للوصول إلى حساباتهم. تبلغ إيرادات الإعلانات على Facebook للجوال 10 مليارات دولار وتشغل 74٪ من إجمالي الإيرادات. ويمكن الإستدلال بوضوح أيضاً أنه بحلول عام 2018، سوف يصل أكثر من 75٪ من مستخدمي Facebook حول العالم وإلى الخدمة الاجتماعية عبر هواتفهم المحمولة.

## قضايا السلامة
تهتم مشكلات السلامة (بما في ذلك الأمان والخصوصية والثقة) في شبكات التواصل الاجتماعي الخاصة بالهاتف المحمول بشرط الحماية من أنواع مختلفة من الفشل أو التلف أو الخطأ أو الحوادث أو الأذى أو أي حدث آخر غير مرغوب فيه، بينما تتصل شركات الجوال ببعضها البعض في البيئات المتنقلة. ومع ذلك، فقد أدى عدم وجود بنية تحتية واقية في هذه الشبكات إلى تحويلها إلى أهداف ملائمة لمختلف المخاطر. هذا هو الدافع الرئيسي وراء تحمل MSNs مخاوف تتعلق بالسلامة متباينة ومعقدة وتتبنى مشكلات متباينة في مجال السلامة.
كانت هناك حالات تسبب فيها المستخدم في إلحاق ضرر جسدي من خلال الوسائط الاجتماعية المتنقلة. على سبيل المثال، تم إرسال Kurt Eichenwald إلى تويتر باستخدام صورة متحركة وامضة بواسطة مستخدم آخر عرف أن Eichenwald كان يعاني من الصرع، مما تسبب في حدوث نوبة. نتيجة لهذه الأخطار، طبقت العديد من الشبكات الاجتماعية للجوال مثل Twitter و Facebook طرقًا مختلفة لحماية سلامة المستخدم مثل إزالة المستخدمين الضارين، واكتشاف البرامج الضارة، والتحقق من هوية المستخدم؛ ومع ذلك، فإن هذه السياسات لا تزال في العمل.
بخلاف مشكلات الأمان عبر الإنترنت، أدى تطور الأجهزة المحمولة أيضًا إلى ظهور مخاوف جديدة تتعلق بالسلامة أو عدم الاتصال. تسبب التشتيتات الناتجة عن الشبكات الاجتماعية المتنقلة العديد من الحوادث بسبب عدم اهتمام المستخدم بمحيطه. وفقًا للمجلس القومي للسلامة، تحدث ما يقرب من 330,000 إصابة كل عام بسبب الحوادث التي كان السائق يقوم فيها بالرسائل النصية أثناء القيادة. أصبحت مشكلات السلامة التي تسببها انحرافات شبكة التواصل الاجتماعي عبر الهاتف الجوال أكثر بروزًا بعد إصدار Pokémon Go في شهر يوليو بعام 2016. في Pokémon Go ، يمكن للمستخدمين التقاط Pokémon أثناء التجول في الهواء الطلق على هواتفهم. على الرغم من أن هذه اللعبة لها تأثيرات إيجابية مثل ممارسة اللاعبين وزيادة زوار المتاحف والمتنزهات ومساعدة الأفراد في العثور على التواريخ، إلا أنها أدت أيضًا إلى المزيد من الحوادث. في كاليفورنيا، سقط رجلان على بعد 40 قدمًا من خدعة المحيط أثناء لعب بوكيمون جو. في أوبورن، خرج سائق عن الطريق واصطدم بشجرة لأنه كان يلعب بوكيمون جو أثناء القيادة. في بيتسبرغ، عبرت مراهقة طريقًا سريعًا للقبض على بوكيمون واصطدمت بسيارة لأنها كانت مشتتة.
نشأت مخاوف أخرى تتعلق بالسلامة من تطبيقات المواعدة المتنقلة مثل Tinder و Hinge ، حيث تتم مطابقة الأشخاص المنفردين مع بعضهم البعض لمتابعة التواريخ. تُسهل هذه البيئات على المجرمين ارتكاب جرائم مثل الاغتصاب والقتل لأنه من الصعب على المستخدمين معرفة الشخص الآخر تمامًا قبل الموافقة على مقابلتهم وجهاً لوجه. في إنجلترا وويلز، كان هناك 204 جريمة تم الإبلاغ عنها بسبب Tinder أو Grindr في عام 2014. ارتفع هذا العدد إلى 412 في عام 2015. في يوم 23 من شهر نوفمبر لعام 2016، أدين ستيفن بورت بتهمة الاغتصاب وقتل 4 رجال التقى بهم في المطحنة. في شهر أبريل بعام 2016، قُتلت إنغريد لين وكان قاتلها المتهم رجلاً قابلته في تطبيق مواعدة. على الرغم من وجود العديد من الأخطار التي تنشأ من عمليات التقابل والتواجه مع أشخاصًا عبر الإنترنت، إلا أنها ساعدت أيضًا الأشخاص العازبين في العثور على الحب والزواج. زيادة إجراءات السلامة المتعلقة بالتطبيقات التي يرجع تاريخها المحمول هو عمل مستمر من قبل قوة الشرطة ومطوري هذه التطبيقات النقالة.

## في الولايات المتحدة الأمريكية

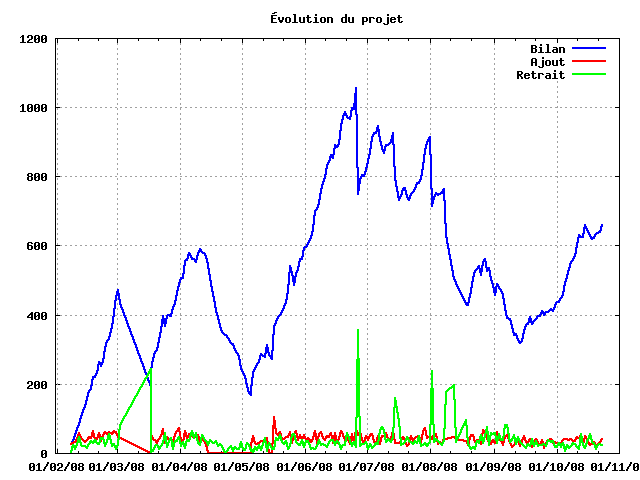
الولايات المتحدة وسوق الشبكات الاجتماعية المتنقلة

في حين تتمتع اليابان وكوريا والصين بمعدل استخدام أعلى للشبكات الاجتماعية المحمولة مقارنة بالدول الغربية الأخرى، فإن الولايات المتحدة هي المستخدم السائد للشبكات الاجتماعية المتنقلة. يبلغ عدد سكان الولايات المتحدة 303.82 مليون شخص، وبلغت نسبة انتشار الهواتف المحمولة 72 ٪ مع 219.73 مليون مشترك في الهاتف المحمول في عام 2008. وتتوقع Informa أن يرتفع عدد المشتركين في خدمة الهاتف المحمول إلى 243.27 مليون بحلول عام 2013.
حالياً، يمر سوق البيانات المتنقلة في الولايات المتحدة بمرحلة نمو متطورة حيث تمثل إيرادات البيانات غير المرسلة 20٪ من إيرادات البيانات الإجمالية لمشغلي الولايات المتحدة. في شهر سبتمبر من عام 2012، أعلنت CTIA (جمعية صناعات الهاتف الخلوي) أن إيرادات خدمات البيانات ارتفعت بنسبة 40 ٪ إلى 14.8 مليار دولار أمريكي. أعلنت CTIA أن استخدام الرسائل القصيرة قد حافظ على نموها القوي.
ذات مرة، بدأت الشبكات الاجتماعية في الدخول في الفضاء عبر الإنترنت، لكنها امتدت بسرعة إلى منصات الهواتف المحمولة. حاليا، يتم استخدام استهلاك الإنترنت عبر الهاتف المحمول عن طريق الشبكات الاجتماعية المتنقلة. تشير البيانات إلى أن لدى الولايات المتحدة 220.14 مليون مستخدم للإنترنت على الإنترنت، أي 72.5 في المائة من السكان. خطط البيانات ذات معدلات الفائدة الثابتة كانت سائدة في الولايات المتحدة منذ عدة سنوات، لكن تبني العملاء للإنترنت عبر الهاتف المحمول كان بطيئًا حتى عام 2008. ومع ذلك، فإن إدخال iPhone زاد بالتأكيد سوق الإنترنت عبر الهاتف المحمول. لقد حولت أجهزة iPhone سوق الشبكات الاجتماعية للهاتف المحمول، وهناك اليوم يتواجد تطوير كثيف للهاتف المحمول مخصص لتطبيقات الشبكات الاجتماعية.
شهد سوق الشبكات الاجتماعية المتنقلة في الولايات المتحدة نموا مطردا في عام 2008 مع 6.4 مليون مستخدم للشبكات الاجتماعية المتنقلة. منذ ذلك الحين، استمر عدد مستخدمي الهاتف المحمول في النمو والصورة المرفقة أعلاه تتنبأ بالرسم البياني للنمو حتى عام 2013. وفقًا لموقع Statista.com ، فإن تطبيق شبكات التواصل الاجتماعي الأكثر شعبية اعتبارًا من عام 2016 هو Facebook على 123.55 مليون مستخدم شهريًا، متجاوزًا التطبيق التالي الأكثر شعبية، Facebook Messenger ، الذي يضم 97.86 مليون مستخدم شهريًا.

## إنظر أيضاً
- الشبكات الجغرافية الاجتماعية
- مجتمع المحمول
- الشبكات الاجتماعية المتنقلة الانتهازية
- خدمة الشبكة الاجتماعية
- نظم التشغيل على الإنترنت

## قائمة المراجع
- تساو، جينوي، كاميلي أسلي باسوغلو، هونغ شنغ، وبول بنجامين لوري (2015). " مراجعة منهجية لأبحاث الشبكات الاجتماعية في نظم المعلومات ،" اتصالات من جمعية لنظم المعلومات المجلد. 36 (1) (http://aisel.aisnet.org/cais/vol36/iss1/37/).
- لاي ، CH (2007) فهم تصميم الشبكات الاجتماعية المتنقلة . M / C Journal، Vol.10، N.1 (March 2007)
- لوغانو ، G. (2008) الشبكات الاجتماعية المتنقلة في النظرية والتطبيق . FirstMonday ، المجلد 13، N.11 (نوفمبر 2008)
- القوى ، وليام ، هاملت بلاك بيري : فلسفة عملية لبناء حياة جيدة في العصر الرقمي ، الطبعة الأولى ، نيويورك : هاربر ، 2010. (ردمك 978-0-06-168716-7) ISBN   978-0-06-168716-7
- Raento، Mika؛ Antti Oulasvirta (2008). "Designing for privacy and self-presentation in social awareness". Personal and Ubiquitous Computing. ج. 12 ع. 7: 527–542. DOI:10.1007/s00779-008-0200-9. مؤرشف من الأصل في 2022-07-16. اطلع عليه بتاريخ 2011-06-08.

## روابط خارجية
- أسبوع العمل على الإنترنت
- نيويورك تايمز: «الشبكات الاجتماعية تنتقل إلى الهاتف المحمول» (itsmy.com ، GyPSii ، Facebook إلخ.